# Byggnadsras i Sverige
Den här artikeln handlar om byggnadsras och havererade byggnadskonstruktioner i Sverige.
Vad som får en byggnad att rasa är i  mycket avhängigt av hur just den byggnaden är konstruerad, vilken sorts stomme den har och vilka speciella egenskaper det ger byggnaden.
Men orsakerna kan grovt delas in i dessa:
- Stommen har aldrig varit stark nog att tåla lasterna den utsätts för
- Den har försvagats till följd av utmattning eller korrosion
- Feltillverkning och felprojektering
- Materialfel
- Att den blir utsatt för en större och annan olyckslast än tänkt, orsakat av en naturkatastrof, sabotage etc.

Även ras i hjälpkonstruktioner under byggandet, t.ex. formras vid betonggjutning, eller ras till följd av brist på sådana, t.ex. otillräcklig stagning mot vindlast på ofärdig byggnad, kan ses som byggnadsras.
På senare år har det skett ett antal byggnadsras i Sverige som direkt eller indirekt kan kopplas till fel i projekteringsskedet.

## Olyckor och kollaps till följd av bristande dimensioneringskontroll
Avsaknad eller brister i dimensioneringskontrollen har utpekats som en orsak till olyckor och kollaps. Brister i dimensioneringskontrollen anses vara en av orsakerna till Kistaraset.
Det anses vara en vanlig orsak till att tak rasar då det snöar. Det anses även vara en av orsakerna till Ystadraset.

## Lista över byggnadsras och havererade byggnadskonstruktioner av dignitet i Sverige
- Eugeniakapellets torn i Stockholm, 1866
- Takras i Hofors 1895
- Hagaskolans gymnastiksal i Umeå 1988[5]
- Vägraset vid Småröd i Bohuslän 2006
- Kistaraset 2008
- Bussgarage i Frändefors 2010
- Förrådsbyggnad på Gotland 2010
- Vendelsö Ridhus i Haninge 2010[6]
- Tennishall i Rönninge 2010[7]
- Kållereds sporthall 2010[8]
- Tennishall i Nyköping 2010[9]
- Ishall i Örebro 2010 [10]
- Högbergsskolan i Södertälje 2010[11]
- Ica Maxi i Kristinehamn 2010[12]
- Gokartbana i Höör 2011[13]
- Ystadraset 2012
- Aktivitetshallen i Bergvik 2013[14]
- Gimo ishall 2013[15]
- Vindkraftverk i Lemnhult 2015[16]
- World Trade Center i Växjö 2018[17]
- Tarfalahallen i Kiruna 2020[18]
- Vindkraftverk i Piteå 2020[19]
- Vindkraftverk utanför Jörn 2020[20]

## Källhänvisningar
1. ↑  ”Dimensionera och kontrollera för att undvika olyckor Boverket kommenterar domen i målet om raset i Kista”. Boverket. 2 mars 2010. Arkiverad från originalet den 26 september 2014. https://web.archive.org/web/20140926155203/http://www.boverket.se/Global/Om_Boverket/Dokument/planera_bygga_bo/2010/Nummer-1/Artikelarkiv/Dimensionera_o_kontrollera.pdf. Läst 9 mars 2013.
2. ↑  ”Ritfel vid bygge riskerar hamna utanför nålsögat”. Ny teknik. 12 december 2012. Arkiverad från originalet den 16 december 2012. https://web.archive.org/web/20121216030709/http://www.nyteknik.se/nyheter/bygg/byggartiklar/article3602447.ece. Läst 9 mars 2013.
3. ↑  ”Risk att förra vinterns många takras upprepas”. Byggindustrin. 25 november 2010. http://www.byggindustrin.com/nyheter/risk-att-forra-vinterns-manga-takras-upp__8395. Läst 9 mars 2013.
4. ↑  ”Krav på Boverket efter husras”. Ny teknik. 17 december 2013. Arkiverad från originalet den 18 december 2013. https://web.archive.org/web/20131218093921/http://www.nyteknik.se/nyheter/bygg/byggartiklar/article3794608.ece. Läst 17 december 2013.
5. ↑  Takkonstruktioner granskas inte längre
6. ↑  Takras kan bli fall för åklagare
7. ↑  ”Kunde blivit en katastrof”
8. ↑  Takrasens svarta månad
9. ↑  Rasad tennishall var underdimensionerad
10. ↑  NCC krävs på miljoner efter takras
11. ↑  Inget åtal för takras
12. ↑  Taket på Ica Maxi i Kristinehamn rasade
13. ↑  Olycksundersökning Räddningstjänsten i Höör Takras 2011-01-15 Höörs Kommun
14. ↑  Takras i Söderhamn
15. ↑  Konstruktionsfel misstänks ha orsakat takras
16. ↑  Olycka med vindkraftverk i Lemnhult
17. ↑  Delar av World Trade Centers tak har rasat ner
18. ↑  Olycka i form av takras på en idrottshall i Kiruna, Norrbottens län
19. ↑  Vindkraftverk i Piteå skenade och rasade efter haveri
20. ↑  230 meter högt vindkraftverk kollapsade i Sverige

- Takras vintrarna 2009/2010 och 2010/2011 Orsaker och förslag till åtgärder
- "Slapp bransch vållar takrasen"
- Bristande kontroll orsakar takrasen
- Försäkringsbolagen: Takrasen inte värst